# Lafrançaise
Lafrançaise é uma comuna francesa na região administrativa da Occitânia, no departamento de Tarn-et-Garonne. Estende-se por uma área de 50.82 km², e possui 2.842 habitantes, segundo o censo de 2018, com uma densidade de 56 hab/km².